# ليكو (لاعب كرة قدم)
ليكو (بالبرتغالية: Paulo Cândido Serafim da Cruz‏) هو لاعب كرة قدم برازيلي في مركز الهجوم، ولد في 26 ديسمبر 1984 في ساو كايتانو دو سول في البرازيل. لعب مع موريرينسي ونادي أمريكا ونادي سانتا كلارا ونادي فاردار ونادي فاليتا.

## وصلات خارجية
- ليكو (لاعب كرة قدم) على موقع قاعدة بيانات كرة القدم.إي يو (الإنجليزية)